# APACHE-Score
Der APACHE-Score beruht auf dem APACHE-Verfahren (Acute Physiology And Chronic Health Evaluation), einem auf Intensivstationen verwendeten Verfahren, zur Vorhersage der Überlebenswahrscheinlichkeit von Patienten einer Intensivstation. Dieses Scoring-System schließt dabei Angaben zum Alter des Patienten, aktuellen Befunden und anamnestischen Angaben ein.

## Entwicklung
Das APACHE -Verfahren wurde ab etwa 1978 durch William A. Knaus am George Washington University Hospital entwickelt und 1981 mit APACHE I erstmals eingesetzt. 1985 wurde APACHE II vorgestellt, nachdem sich herausgestellt hatte, dass die Komplexität von APACHE I häufig den Praxiseinsatz verhinderte. 1991 erschien der Nachfolger APACHE III. Im Gegensatz zu APACHE II erfolgt bei APACHE III die Auswertung mit Softwarehilfe. APACHE III vergleicht die eingegebenen Daten mit den gespeicherten Kennwerten von ca. 18.000 Fällen aus 40 US-amerikanischen Krankenhäusern. Die von APACHE III. gestellte Prognose tritt mit einer Wahrscheinlichkeit von 95 % ein. In jüngerer Zeit werden auch andere Risiko-Scores, wie zum Beispiel der Simplified Acute Physiology Score (SAPS) II und der Multiple Organ Dysfunction Score (MODS), eingesetzt.
Eine 2001 in Deutschland publizierte Studie ergab, dass APACHE II in der untersuchten Patientengruppe präzisere Vorhersagen lieferte als das neuere APACHE III.

## APACHE II
Der APACHE II setzt sich aus drei Datengruppen zusammen:
- dem Acute Physiology Score
- den Age Points
- den Chronic Health Points

Die Formel lautet: APACHE II = (Acute Physiology Score) + (Age Points) + (Chronic Health Points)
Die erforderlichen Daten werden über 24 Stunden gesammelt, wobei der jeweils schlechteste Wert für die Berechnung des Scores herangezogen wird. Wie eine Studie mit mehr als 5800 Intensivpatienten ergab, tritt die mittels APACHE II prognostizierte Entwicklung in etwa 80 % aller Fälle ein.

### Acute Physiology Score
|                          |                          | Abweichung nach oben        | Abweichung nach oben        | Abweichung nach oben        | Abweichung nach oben        |                             | Abweichung nach unten       | Abweichung nach unten       | Abweichung nach unten       | Abweichung nach unten       | Abweichung nach unten |
| Erhobene Werte           | Punkte                   | +4                          | +3                          | +2                          | +1                          | 0                           | +1                          | +2                          | +3                          | +4                          |                       |
| Temp. rektal °C          | Temp. rektal °C          | ≥ 41°                       | 39 – 40,9°                  |                             | 38,5 – 38,9                 | 36 – 38,4°                  | 34 – 35,9°                  | 32 – 33,9°                  | 30 – 31,9°                  | ≤ 29,9°                     |                       |
| Art. Mitteldruck mmHg    | Art. Mitteldruck mmHg    | ≥ 160                       | 130 – 159                   | 110 – 129                   |                             | 70 – 109                    |                             | 50 – 69                     |                             | ≤ 49                        |                       |
| Herzfrequenz / min       | Herzfrequenz / min       | ≥ 180                       | 140 – 179                   | 110 – 139                   |                             | 70 – 109                    |                             | 55 – 69                     | 40 – 54                     | ≤ 39                        |                       |
| Atemfrequenz1) / min     | Atemfrequenz1) / min     | ≥ 50                        | 35 – 49                     |                             | 25 – 34                     | 12 – 24                     | 10 – 11                     | 6 – 9                       |                             | ≤ 5                         |                       |
| Oxygenierung2)           | Oxygenierung2)           | ≥ 500                       | 350 – 499                   | 200 – 349                   |                             | < 200 \| > 70               | 61 – 70                     |                             | 55 – 60                     | < 55                        |                       |
| pH                       | pH                       | ≥ 7,7                       | 7,6 – 7,69                  |                             | 7,5 – 7,59                  | 7,33 – 7,49                 |                             | 7,25 – 7,32                 | 7,15 – 7,24                 | < 7,15                      |                       |
| Na+                      | Na+                      | ≥ 180                       | 160 – 179                   | 155 – 159                   | 150 – 154                   | 130 – 149                   |                             | 120 – 129                   | 111 – 119                   | ≤ 110                       |                       |
| K+                       | K+                       | ≥ 7                         | 6 – 6,9                     |                             | 5,5 – 5,9                   | 3,5 – 5,4                   | 3,0 – 3,4                   | 2,5 – 2,9                   |                             | < 2,5                       |                       |
| Kreatinin3) mg/dl        | Kreatinin3) mg/dl        | ≥ 3.5                       | 2,0 – 3,4                   | 1,5 – 1,9                   |                             | 0,6 – 1,4                   |                             | < 0,6                       |                             |                             |                       |
| Hämatokrit %             | Hämatokrit %             | ≥ 60                        |                             | 50 – 59,9                   | 46 – 49,9                   | 30 – 45,9                   |                             | 20 – 29,9                   |                             | < 20                        |                       |
| Leukozyten (x1000)       | Leukozyten (x1000)       | ≥ 40                        |                             | 20 – 39,9                   | 15 – 19,9                   | 3 – 14,9                    |                             | 1 – 2,9                     |                             | < 1                         |                       |
| Glasgow Coma Scale (GCS) | Glasgow Coma Scale (GCS) | Punkte = 15 - aktueller GCS | Punkte = 15 - aktueller GCS | Punkte = 15 - aktueller GCS | Punkte = 15 - aktueller GCS | Punkte = 15 - aktueller GCS | Punkte = 15 - aktueller GCS | Punkte = 15 - aktueller GCS | Punkte = 15 - aktueller GCS | Punkte = 15 - aktueller GCS |                       |

1) Beatmung oder Spontanatmung
2) Wenn die FiO2 ≥ 0,5 ist, dann ist die Alveolo-arterielle Sauerstoffdifferenz AaDO2 zu berücksichtigen. Diese berechnet sich aus AaDO2 (mmHG) = pAO2 - paO2 (alveolärer Sauerstoffpartialdruck - arterieller Sauerstoffpartialdruck) alternativ kann der Wert auch beim BGA-Gerät abgelesen werden.
Bei einer FiO2<0,5 wird der arterielle Sauerstoffdruck (paO2 mmHg) berücksichtigt.
Der erste Wert entspricht dem AaDO2, der zweite dem paO2
3) Bei akutem Nierenversagen (ANV) müssen die Punkte verdoppelt werden.

### Age Point
Entsprechend dem Alter des Patienten wird ein Punktewert ermittelt.
| Alter  | ≤ 44 | 45 – 54 | 55 – 64 | 65 – 74 | ≥ 75 |
| Punkte | 0    | 2       | 3       | 5       | 6    |

### Chronic Health Score
| Operativer Status                        | Gesundheitsstatus                                                       | Punkte |
| ---------------------------------------- | ----------------------------------------------------------------------- | ------ |
| Nicht operiert                           | In der Vorgeschichte finden sich Organinsuffizienz oder Immunschwäche1) | +5     |
| Nicht operiert                           | Immunkompetent und ohne schwere Organinsuffizienz in der Vorgeschichte  | +0     |
|                                          |                                                                         |        |
| Postoperativer Patient nach Notfall-OP   | In der Vorgeschichte finden sich Organinsuffizienz oder Immunschwäche   | +5     |
| Postoperativer Patient nach Notfall-OP   | Immunkompetent und ohne schwere Organinsuffizienz in der Vorgeschichte  | +0     |
|                                          |                                                                         |        |
| Postoperativer Patient nach Wahleingriff | In der Vorgeschichte finden sich Organinsuffizienz oder Immunschwäche1) | +2     |
| Postoperativer Patient nach Wahleingriff | Immunkompetent und ohne schwere Organinsuffizienz in der Vorgeschichte  | +0     |

1) Die Organinsuffizienz oder der immunsupprimierte Status müssen vor dem gegenwärtigen Krankenhausaufenthalt bekannt gewesen sein und dem nachfolgenden Kriterienkatalog entsprechen:
| Leber          | - Durch Biopsie gesicherte Zirrhose und - portaler Hochdruck oder - Obere gastrointestinale Blutungen in der Vorgeschichte, ausgehend von einem portalen Hochdruck oder - Vorhergehende Episoden mit hepatischer Insuffizienz/hepatischer Enzephalopathie/hepatischem Koma                                                                               |
| Kardiovaskulär | - New York Heart Association Class IV |
| Atmung         | - Chronische restriktive, obstruktive oder gefäßbedingte Erkrankungen, die mit einer schweren Einschränkung bei leichten Aufgaben einhergehen (z. B. Unfähigkeit Treppen zu steigen oder Haushalt zu führen) oder - chronische Hypoxie, Hyperkapnie, erworbene Polyzythämie, schwere pulmonale Hypertension (> 40 mmHg) oder - Abhängigkeit von Beatmung |
| Niere          | - chronische Dialyse |
| Immunschwäche  | - Beim Patienten liegt infolge einer Therapie eine Schwächung der Abwehrkräfte vor. (Zum Bsp. Immunsuppression, Chemotherapie, Bestrahlung, langfristige oder hochdosierte Steroide) - Erkrankungen, die mit einer Immunschwäche einhergehen (z. B. Leukämie, Lymphom, AIDS)                                                                             |

### Auswertung
Minimum: 0 Punkte
Maximum: 71 Punkte
| Erreichte Punktzahl | 0 – 4 | 5 – 9 | 10 – 14 | 15 – 19 | 20 – 24 | 25 – 29 | 30 – 34 | > 34   |
| Todesrate           | ≈ 4 % | ≈ 8 % | ≈ 15 %  | ≈ 25 %  | ≈ 40 %  | ≈ 55 %  | ≈ 75 %  | ≈ 85 % |

Zur genauen Berechnung der Sterbewahrscheinlichkeit {\displaystyle p} wird der APACHE II Scorewert in die folgende Funktion an der Stelle {\displaystyle z} eingefügt. Für {\displaystyle y} wird bei einer vorherigen Notoperation eine 1 eingefügt, falls diese Bedingung nicht erfüllt ist, eine 0. Die Variable {\displaystyle x} steht für einen Wert der sich aus dem Grund für die Aufnahme auf die Intensivstation ergibt. Im Anhang der Primärpublikation sind für 50 verschiedene Aufnahmegründe die Werte angegeben.
{\displaystyle p={\frac {1}{1+e^{-3{,}517}+(z\cdot 0{,}146)+(y\cdot 0{,}603)+x}}}